# Schietsport
De schietsport bestaat uit een aantal competitieve sporten waarin nauwkeurigheid, snelheid en het type geweer/pistool of doel het verschil maken. Het schieten met pijl-en-boog valt niet onder schietsport, maar onder boogschieten, terwijl het schieten van wild valt onder jagen. Vaak wordt jagen wel degelijk geassocieerd met de schietsport. In het verleden was dat ook daadwerkelijk zo, toen er tijdens de Olympische Zomerspelen op levende duiven werd geschoten.

## Geschiedenis
De schietsport bestaat waarschijnlijk al zolang er vuurwapens bestaan. Gedurende de 19e eeuw begonnen schutters nationale wedstrijden te organiseren. In 1851 organiseerde Koning Willem III de eerste Nederlandse schietwedstrijd, waaraan 13 schutterijen meededen. Rond 1852 werd de Nederlandsche schutterijen (bond van een aantal schutterijen) opgericht. Deze associatie werd later de Koninklijke Nederlandse Schutters Associatie (KNSA).
Ook de Franse schutter Pierre de Coubertin, de grondlegger van de moderne Olympische Spelen, organiseerde nationale wedstrijden. Het feit dat er op de eerste Spelen, de Olympische Zomerspelen 1896 meteen tien schietsportevenementen op het programma stonden, mag dan ook geen verrassing zijn. Kort na de intrede van de nationale kampioenschappen werden er ook wereldkampioenschappen georganiseerd.
In de loop der jaren heeft de sport veel veranderingen ondergaan. Veel disciplines verdwenen, werden aangepast of werden toegevoegd. De levende doelen die veelal in het begin werden gebruikt werden vervangen door schietschijven of gelanceerde objecten. Wat niet veranderde is dat de sport enkel onder de aandacht van de media komt wanneer het de Olympische Spelen betreft. Beweerd wordt wel dat, gekeken naar het aantal beoefenaars, de schietsport tot een van de grootste sporten in de wereld zou behoren. Deze opvatting wordt echter niet bevestigd door het 'Top 10- sporten' overzicht op de website van 'Sport & Spelen'. De schietsport komt in dit overzicht niet voor.